# Parafia Świętych Apostołów Piotra i Pawła w Chróścinie
Parafia Świętych Apostołów Piotra i Pawła – rzymskokatolicka parafia położona przy ulicy Kościelnej 2 w Chróścinie. Parafia należy do dekanatu Prószków w diecezji opolskiej.

## Historia parafii
Pierwsze informacje o Chróścinie Opolskiej pochodzą z dokumentów z 1223 roku. Kościół po raz pierwszy wzmiankowany jest w 1371 roku. W 1447 roku, w rejestrze świętopietrza, wymieniona jest parafia należąca do archiprezbiteratu niemodlińskiego. W 1988 roku, w wyniku dekretu biskupa opolskiego Alfonsa Nossola, z parafii wyodrębniły się Wrzoski, tworząc nową parafię św. Józefa Robotnika.

## Zasięg parafii
Parafię zamieszkuje 1600 osób, swym zasięgiem duszpasterskim obejmuje ona miejscowości:
- Chróścina Opolska
- Mechnice[2]

## Kościoły, domy zakonne i kaplice
- kaplica w klasztorze Sióstr Służebniczek NMP Niepokalanie Poczętej w Chróścinie
- dom zakonny Zgromadzenia Sióstr Służebniczek NMP Niepokalanie Poczętej w Chróścinie

## Proboszczowie parafii po 1945 roku
- ks. Augustyn Klement
- ks. Jerzy Scholl
- ks. Augustyn Klement
- ks. Paweł Szajor
- ks. Jan Chlebik
- ks. Konrad Kołodziej
- ks. Ryszard Wołowiec
- ks. Daniel Breguła[1]